# Selezioni giovanili della nazionale femminile di pallavolo della Colombia
Le selezioni giovanili della nazionale femminile di pallavolo della Colombia sono gestite dalla federazione pallavolistica della Colombia (FCV) e partecipano ai tornei pallavolistici internazionali per squadre nazionali femminili limitatamente a specifiche classi d'età.

## Under 23
La selezione nazionale under 23 rappresenta la Colombia nelle competizioni internazionali dove il limite di età è di 23 anni.
| Campionato mondiale | Campionato mondiale |
| Edizione            | Piazzamento         |
| ------------------- | ------------------- |
| 2013                | non qualificata     |
| 2015                | 9º posto            |
| 2017                | non qualificata     |

| Campionato sudamericano | Campionato sudamericano |
| Edizione                | Piazzamento             |
| ----------------------- | ----------------------- |
| 2016                    | 2º posto                |

| Coppa panamericana | Coppa panamericana |
| Edizione           | Piazzamento        |
| ------------------ | ------------------ |
| 2012               | 7º posto           |
| 2014               | 2º posto           |
| 2016               | non qualificata    |
| 2018               | 5º posto           |
| 2021               | non qualificata    |
| 2023               | non qualificata    |
| 2024               | non qualificata    |

| Giochi panamericani giovanili | Giochi panamericani giovanili |
| Edizione                      | Piazzamento                   |
| ----------------------------- | ----------------------------- |
| 2021                          | 4º posto                      |

## Under 22
La selezione nazionale under 22 rappresentava la Colombia nelle competizioni internazionali dove il limite di età è di 22 anni.
| Campionato sudamericano | Campionato sudamericano |
| Edizione                | Piazzamento             |
| ----------------------- | ----------------------- |
| 2014                    | 2º posto                |

## Under 21
La selezione nazionale under 21 rappresenta la Colombia nelle competizioni internazionali dove il limite di età è di 21 anni.
| Campionato sudamericano | Campionato sudamericano |
| Edizione                | Piazzamento             |
| ----------------------- | ----------------------- |
| 2022                    | 3º posto                |
| 2024                    | 4º posto                |

## Under 20
La selezione nazionale under 20 rappresentava la Colombia nelle competizioni internazionali dove il limite di età è di 20 anni.
| Campionato mondiale | Campionato mondiale |
| Edizione            | Piazzamento         |
| ------------------- | ------------------- |
| 1977                | non qualificata     |
| 1981                | non qualificata     |
| 1985                | non qualificata     |
| 1987                | non qualificata     |
| 1989                | 12º posto           |
| 1991                | non qualificata     |
| 1993                | non qualificata     |
| 1995                | non qualificata     |
| 1997                | non qualificata     |
| 1999                | non qualificata     |
| 2001                | non qualificata     |
| 2003                | non qualificata     |
| 2005                | non qualificata     |
| 2007                | non qualificata     |
| 2009                | non qualificata     |
| 2011                | non qualificata     |
| 2013                | 13º posto           |
| 2015                | 11º posto           |
| 2017                | non qualificata     |
| 2019                | non qualificata     |
| 2021                | non qualificata     |

| Campionato sudamericano | Campionato sudamericano |
| Edizione                | Piazzamento             |
| ----------------------- | ----------------------- |
| 1972                    | non qualificata         |
| 1974                    | non qualificata         |
| 1976                    | 5º posto                |
| 1978                    | non qualificata         |
| 1980                    | 6º posto                |
| 1982                    | non qualificata         |
| 1984                    | 3º posto                |
| 1986                    | 6º posto                |
| 1988                    | 5º posto                |
| 1990                    | non qualificata         |
| 1992                    | non qualificata         |
| 1994                    | 4º posto                |
| 1996                    | 4º posto                |
| 1998                    | 5º posto                |
| 2000                    | 5º posto                |
| 2002                    | non qualificata         |
| 2004                    | non qualificata         |
| 2006                    | 5º posto                |
| 2008                    | 5º posto                |
| 2010                    | 4º posto                |
| 2012                    | 3º posto                |
| 2014                    | 4º posto                |
| 2016                    | non qualificata         |
| 2018                    | 5º posto                |

| Coppa panamericana | Coppa panamericana |
| Edizione           | Piazzamento        |
| ------------------ | ------------------ |
| 2011               | non qualificata    |
| 2013               | 3º posto           |
| 2015               | non qualificata    |
| 2017               | non qualificata    |
| 2019               | non qualificata    |

## Under 19
La selezione nazionale under 19 rappresenta la Colombia nelle competizioni internazionali dove il limite di età è di 19 anni.
| Campionato sudamericano | Campionato sudamericano |
| Edizione                | Piazzamento             |
| ----------------------- | ----------------------- |
| 2022                    | non qualificata         |
| 2024                    | 5º posto                |

## Under 18
La selezione nazionale under 18 rappresentava la Colombia nelle competizioni internazionali dove il limite di età è di 18 anni.
| Campionato mondiale | Campionato mondiale |
| Edizione            | Piazzamento         |
| ------------------- | ------------------- |
| 1989                | non qualificata     |
| 1991                | non qualificata     |
| 1993                | non qualificata     |
| 1995                | non qualificata     |
| 1997                | non qualificata     |
| 1999                | non qualificata     |
| 2001                | non qualificata     |
| 2003                | non qualificata     |
| 2005                | non qualificata     |
| 2007                | non qualificata     |
| 2009                | non qualificata     |
| 2011                | non qualificata     |
| 2013                | non qualificata     |
| 2015                | non qualificata     |
| 2017                | 14º posto           |
| 2019                | non qualificata     |
| 2021                | non qualificata     |

| Campionato sudamericano | Campionato sudamericano |
| Edizione                | Piazzamento             |
| ----------------------- | ----------------------- |
| 1978                    | non qualificata         |
| 1980                    | non qualificata         |
| 1982                    | non qualificata         |
| 1984                    | non qualificata         |
| 1986                    | 4º posto                |
| 1988                    | non qualificata         |
| 1990                    | non qualificata         |
| 1992                    | non qualificata         |
| 1994                    | non qualificata         |
| 1996                    | 4º posto                |
| 1998                    | non qualificata         |
| 2000                    | non qualificata         |
| 2002                    | non qualificata         |
| 2004                    | 6º posto                |
| 2006                    | non qualificata         |
| 2008                    | 5º posto                |
| 2010                    | 5º posto                |
| 2012                    | 5º posto                |
| 2014                    | 4º posto                |
| 2016                    | 4º posto                |
| 2018                    | 4º posto                |

| Coppa panamericana | Coppa panamericana |
| Edizione           | Piazzamento        |
| ------------------ | ------------------ |
| 2011               | non qualificata    |
| 2013               | 7º posto           |
| 2015               | non qualificata    |
| 2017               | 1º posto           |
| 2019               | non qualificata    |

## Under 17
La selezione nazionale under 17 rappresenta la Colombia nelle competizioni internazionali dove il limite di età è di 17 anni.
| Campionato sudamericano | Campionato sudamericano |
| Edizione                | Piazzamento             |
| ----------------------- | ----------------------- |
| 2023                    | 7º posto                |

## Under 16
La selezione nazionale under 16 rappresentava la Colombia nelle competizioni internazionali dove il limite di età è di 16 anni.
| Campionato sudamericano | Campionato sudamericano |
| Edizione                | Piazzamento             |
| ----------------------- | ----------------------- |
| 2011                    | 5º posto                |
| 2013                    | 5º posto                |
| 2014                    | non qualificata         |
| 2015                    | 4º posto                |
| 2017                    | 4º posto                |
| 2019                    | non qualificata         |